# Živica
Živica označava niz gusto zasađenih grmova, koji služe kao barijera, za omeđivanje parcela kao živa ograda, ili kao zaštita. Može poslužiti i kao dekorativni element. Pruža životni prostor i izvor hrane za brojne životinje. 
Živice su popularni dodatak vrtovima. Premda stalno raste mora se redovito obrezivati do željenog oblika.
Žive ograde mogu biti sastavljene od listopadnih, zimzelenih ili četinastih grmova.

## Vanjske poveznice
- Članak u hic.hr  Arhivirana inačica izvorne stranice od 29. travnja 2009. (Wayback Machine)